# Andlau
Andlau település Franciaországban, Bas-Rhin megyében. Lakosainak száma 1759 fő (2022. január 1.). Andlau Le Hohwald, Albé, Barr, Bernardvillé, Eichhoffen, Mittelbergheim és Reichsfeld községekkel határos.

## Népesség
A település népességének változása:
| Lakosok száma | 1776 | 1753 | 1751 | 1819 | 1739 | 1738 | 1738 | 1763 | 1759 | 1759 |
|               | 2013 | 2014 | 2015 | 2016 | 2017 | 2018 | 2019 | 2020 | 2021 | 2022 |